# Чапозеро
Ча́позеро — озеро на территории Кондопожского городского поселения Кондопожского района Республики Карелия.

## Общие сведения
Площадь озера — 1,6 км². Располагается на высоте 67,0 метров над уровнем моря.
Форма озера продолговатая, вытянутая с северо-запада на юго-восток. Берега каменисто-песчаные, местами болотистые.
С северо-восточной стороны втекает, а с юго-восточной — вытекает река Чапа, впадающая в Онежское озеро.
Рядом с озером проходит дорога местного значения 86К-68 («Кондопога — Викшезеро»), а также железную дорогу Санкт-Петербург — Мурманск. Ближайший к озеру населённый пункт — посёлок при станции Мянсельга — расположен в 4 км к северу.
На северо-восточном берегу озера расположено СОТ «Железнодорожник».
Код водного объекта в государственном водном реестре — 01040100611102000018497.